# Bundesschuldenverwaltung (Gebäude)

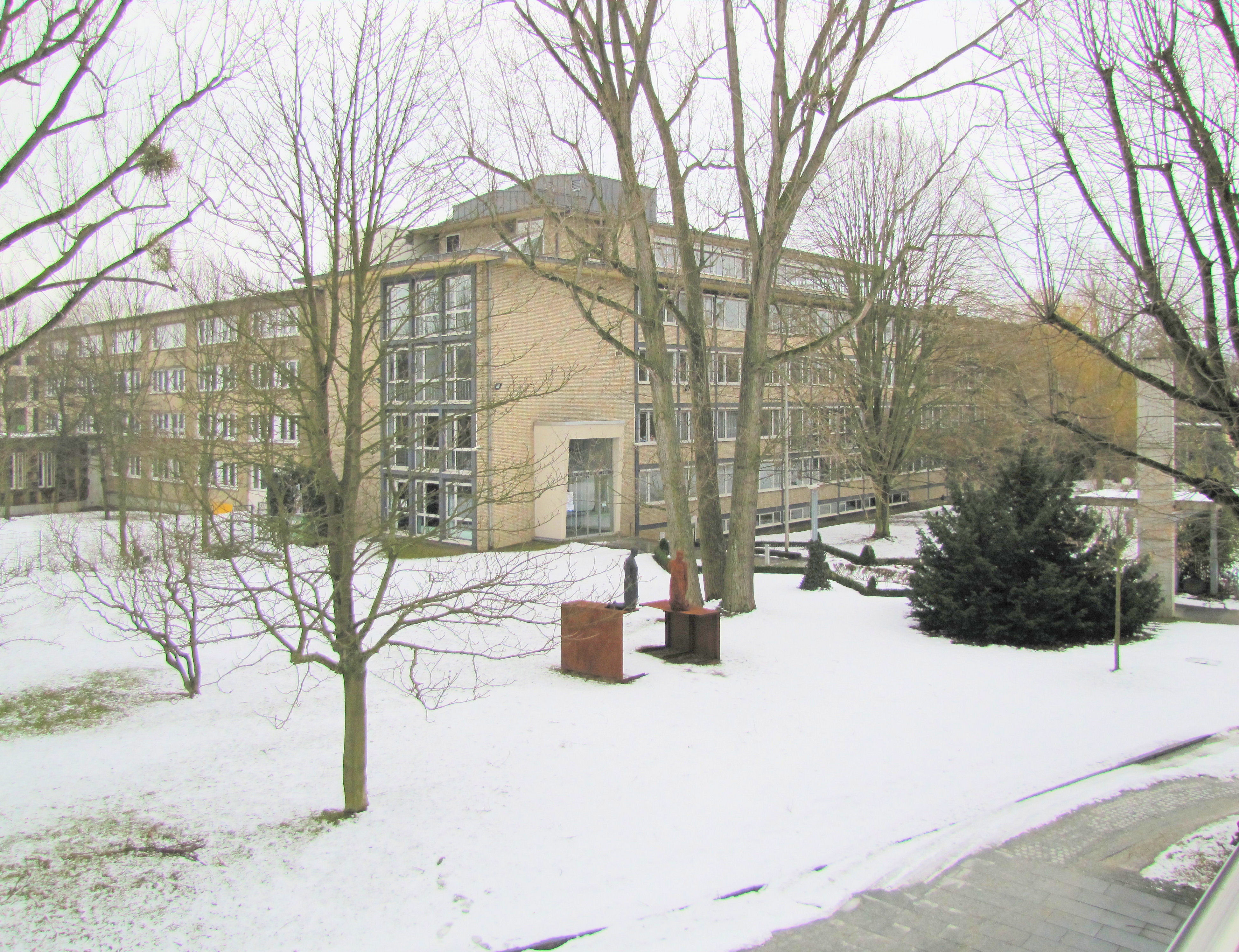
Bundesschuldenverwaltung

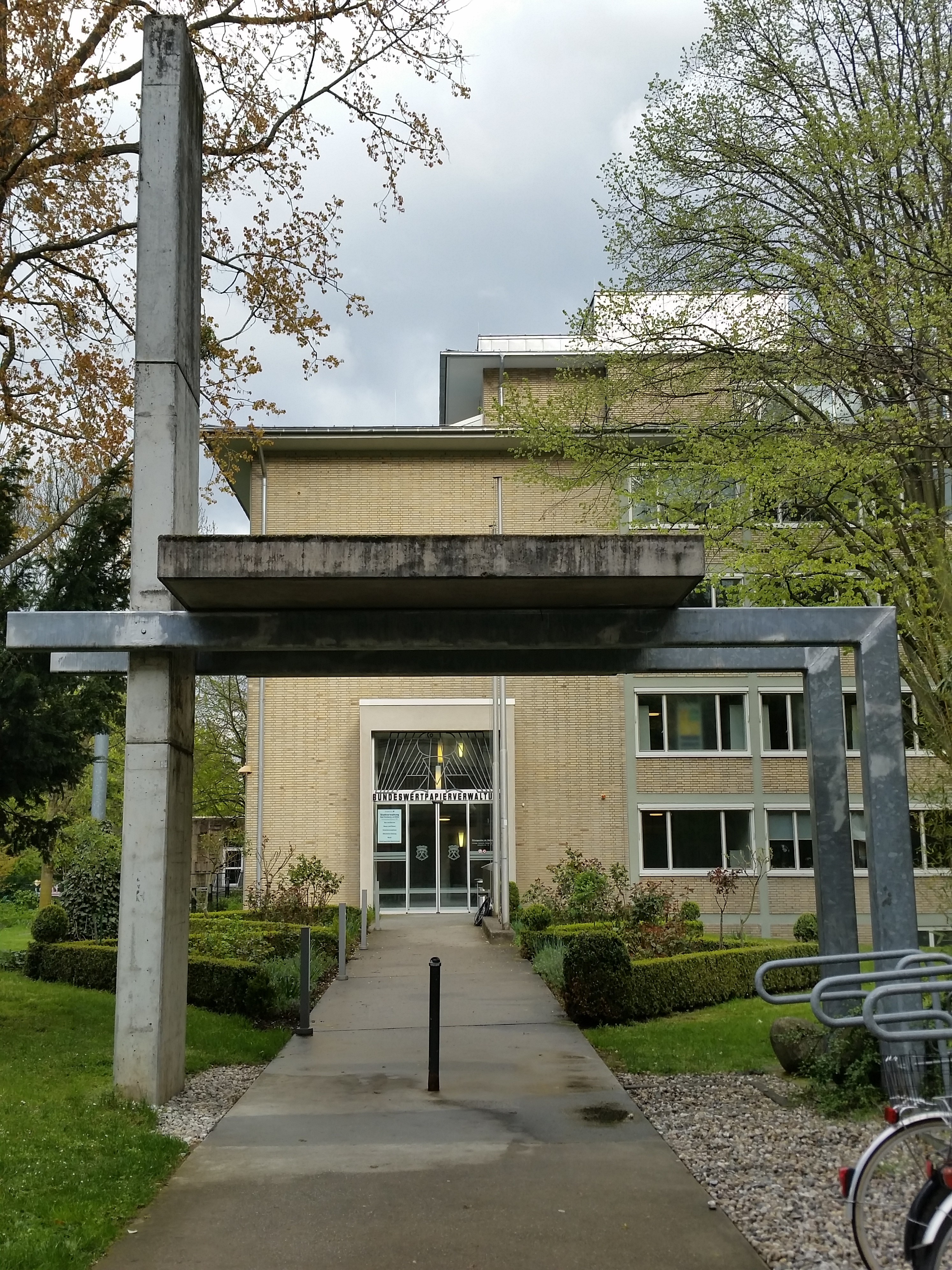
Eingang Bundesschuldenverwaltung

Das Gebäude der ehemaligen Bundesschuldenverwaltung ist heute das technische Rathaus der Stadt Bad Homburg vor der Höhe und steht unter Denkmalschutz.

## Geschichte
Im Herbst 1946 ordnete die Militärregierung die Gründung bizonaler Behörden an. Sitz der Verwaltungsstelle für Finanzen wurde Bad Homburg. Hier richtete am 23. Juli 1947 der Wirtschaftsrat der Bizone zur Vorbereitung der Währungsreform die „Sonderstelle Geld und Kredit“ ein, deren Leiter Ludwig Erhard wurde. Nach der Gründung der Bundesrepublik mit der Hauptstadt Bonn blieben in Bad Homburg noch die Bundesschuldenverwaltung, die 2002 in Bundeswertpapierverwaltung umbenannt wurde und seit 1. August 2006 Teil der Deutschen Finanzagentur ist, das Amt für Wertpapierbereinigung und das Bundesausgleichsamt.
1953 wurde für die Bundesschuldenverwaltung das Bürogebäude in der Bahnhofstraße 16/18 im Bad Homburger Stadtteil Gonzenheim gebaut. Architekt war Walter Freiwald aus Marburg. 1983 wurde das Gebäude um einen Anbau erweitert.
2007 kaufte die Stadt Bad Homburg das Gebäude und nutzt es als technisches Rathaus. 120 Mitarbeiter arbeiten hier auf 4200 m² Bürofläche. Ab 2013 erfolgte eine umfassende Sanierung, die 12,9 Millionen Euro kostete. Hierbei wurde Wert auf eine denkmalgerechte Sanierung gelegt. Nach originalem Vorbild sind die Böden in bordeauxrotem Linoleum gehalten, die Fassade nach historischem Vorbild gestaltet. Mit der Sanierung bewirbt sich die Stadt 2018 um den Hessischen Denkmalschutzpreis.

## Gebäudebeschreibung

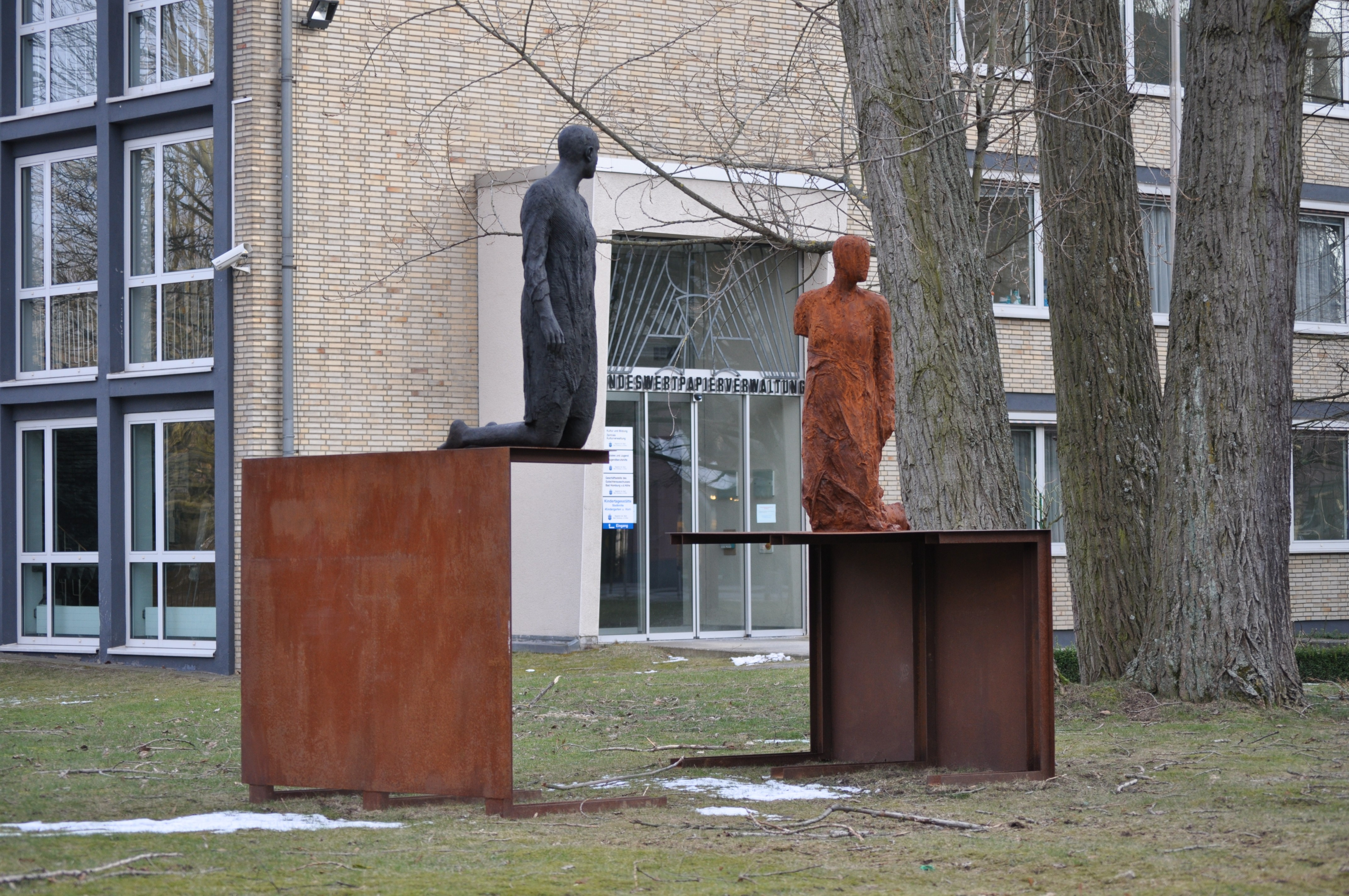
Hanneke Beaumont, Melancholia I, 2009

Das Gebäude hat vier Stockwerke. Der hell verklinkerte Skelettbau hat ein Flachdach, einen Dachpavillon und einen im Winkel abstehendem Vorbau. Die parallel zur Straße liegende Hauptfassade verfügt über eine 23 Fenstereinheiten umfassenden Rastergliederung und ein frei belassenes Fassadensegment. Dahinter liegt das Treppenhaus. Der Türsturz ist durch einen abstrahierten in Metallkonstruktion gefertigten Bundesadler von Hans Oskar Wissel geschmückt. Das Verwaltungsgebäude ist ein hervorragendes Beispiel der Neuen Sachlichkeit, einem Architekturstil der frühen 1950er Jahre. Aus architekturgeschichtlichen Gründen steht das Haus unter Denkmalschutz.
In der Grünanlage neben dem Gebäude befindet sich die Skulpturenallee.